# 卡尼夫希納 (普里盧基區)
50°31′50″N 32°14′8″E / 50.53056°N 32.23556°E
卡尼夫希納（烏克蘭語：Канівщина），是烏克蘭的村落，位於該國北部切爾尼戈夫州，由普里盧基區負責管轄，始建於1784年，面積3.53平方公里，海拔高度121米，2001年人口501。